# Groutiella apiculata
Groutiella apiculata là một loài Rêu trong họ Orthotrichaceae. Loài này được (Hook.) H.A. Crum & Steere mô tả khoa học đầu tiên năm 1950.